# Municipio de Brownsville (Pensilvania)
El municipio de Brownsville (en inglés: Brownsville Township) es un municipio ubicado en el condado de Fayette en el estado estadounidense de Pensilvania. En el año 2000 tenía una población de 769 habitantes y una densidad poblacional de 182 personas por km².

## Geografía
El municipio de Brownsville se encuentra ubicado en las coordenadas 40°01′00″N 79°52′16″O / 40.01667, -79.87111.

## Demografía
Según la Oficina del Censo en 2000 los ingresos medios por hogar en la localidad eran de $31,917 y los ingresos medios por familia eran de $37,500. Los hombres tenían unos ingresos medios de $29,000 frente a los $20,250 para las mujeres. La renta per cápita de la localidad era de $16,777. Alrededor del 14,8% de la población estaba por debajo del umbral de pobreza.